# Dave Budd
David L. Budd, detto Dave (Woodbury, 28 ottobre 1938), è un ex cestista statunitense, professionista nella NBA.

## Carriera
È stato selezionato dai New York Knicks al secondo giro del Draft NBA 1960 (10ª scelta assoluta).